# Султан, Санди
Санди Султан (род. 17 мая 1975 года, Алма-Ата, Казахская ССР, СССР) — телеведущая, журналистка, Теле-радиоведущая на протяжении 25 лет, основатель "Теле Лаборатории «SSLAB-TV», автор множества методик ораторского искусства, выдающийся ментор в области медийного обучения, бывший пресс-секретарь Министерства юстиции Республики Казахстан. Автор и продюсер сериала «KAZNEWS» — вышел в эфир телеканала «Хабар» в октябре 2021 г. Автор и генеральный продюсер интеллектуального телешоу EŃ AQYLDY на телеканала «JIBEK JOLY» в 2023 году.
Среди выпускников «SSLAB-TV»: теле-радио ведущие и журналисты республиканских и региональных СМИ, руководители и сотрудники крупных компаний, топ-менеджеры казахстанских и иностранных организаций, послы Республики Казахстан и сотрудники посольств, госслужащие, бизнесмены, преподаватели, менторы, коучи, студенты и школьники, домохозяйки — все, кто желает научиться красиво говорить и избавиться от дефектов речи.

## Биография
Санди Султан получила образование в юридической академии имени Н. Шайкенова, КазГУ имени Аль-Фараби (факультет журналистики).
Она стартовала свою карьеру на телевидении в 2002 году, на канале «КТК» и радио «Ретро FM», в дальнейшем работала на «Седьмом канале». Зрителям Санди Султан известна по информационным программам «Новости», «7NEWS» и «Выход есть». Технику речи и ораторское искусство изучала у известных казахстанских и российских мэтров журналистики. С февраля 2015 г. ведущая программы «Новости 20:30» на телеканале «Астана». Радиоведущая авторской программы «Дом советов» на «Astana fm». С 2011 по 2018 годы - пресс-секретарь в Министерстве юстиции РК. В 2015 году основала свою телелабораторию «SSLAB-TV».

## Телелаборатория SSLAB
«SSLAB» основан в 2015 году. Идея об открытии пришла Санди благодаря коллегам и желающим обучаться. Сегодня сотни выпускников успешно работают в СМИ, бизнесе и политике. Среди желающих научиться ораторскому искусству есть известные политики, бизнесмены, топ-менеджеры национальных компаний, юристы, журналисты и многие другие. Главное преимущество школы Санди Султан — это 20-ти летняя телевизионная практика и работа в прямом эфире. Телелаборатория находится в столице Казахстана в главном телецентре страны — «Қазмедиа орталығы». Обучение ораторскому мастерству и технике речи проходит по авторской программе. В «SSLAB-TV» не только устраняют дефекты речи, но и психологические зажимы, страхи публичных выступлений. Всех студентов ждут мастер-классы от известных казахстанских телеведущих, продюсеров, журналистов; интересная теория и захватывающая телевизионная практика в новостной студии. В завершение курса — сдача экзаменов, собственное профессиональное портфолио с фотографиями и видеозаписями, выдается сертификат.

## Благодарственные письма и сертификаты
- 2019 — Благодарственное письмо Президента РК в сфере СМИ — за значительный вклад в развитие СМИ страны
- 2019 — Благодарственное письмо Президента РК
- 2022 — Указом президента РК награждена медалью «ШАПАҒАТ»[3]
- 2019 — International Coaches Union Certificate «Training Professional Mentor»
- 2019 — Certificate «Мастерство бизнес-тренера» тренинг тренеров

## Сериал «KAZNEWS»
Автор и продюсер сериала «KAZNEWS». Вышел в эфир телеканала «Хабар» в октябре 2021 г.

## Личная жизнь
Мать двоих детей — сын Санжар, дочь Айсель.